# أول إبحار

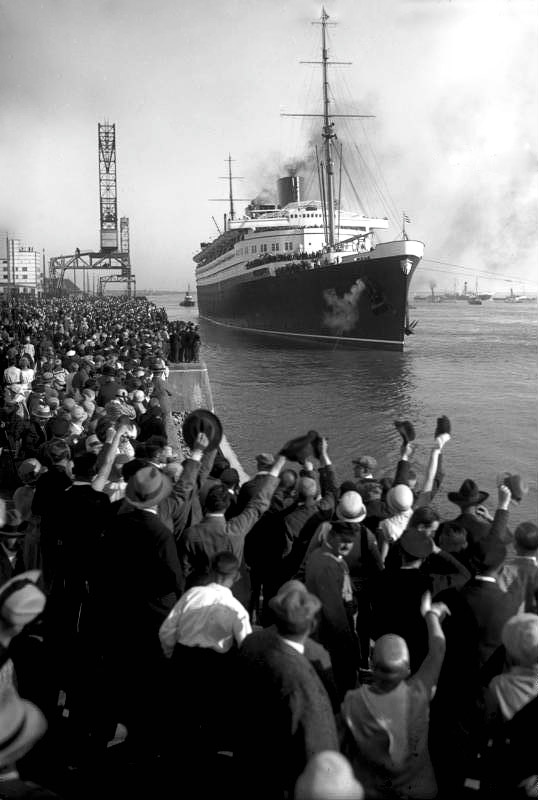
السفينة الألمانية بريمن 1929 لدى إبحارها الأول.

أول إبحار أو الإبحار الافتتاحي في البحرية نظير أول طيران في الطيران  هو الإبحار الأول لأي مركبة بحرية تحت الظروف الواقعية، وأول إبحار هو آخر مراحل التجارب وأول مراحل العمل بالنسبة للمركبة البحرية وهذه المراحل تلي مراحل التصميم وبناء المركبة.وتكتسب الرحلة البحرية الأولى طابعا خاصا.عديد السفن قدر لها أن تغرق فيما هي تبحر في رحلتها الأولى ومن أشهرهم سفينة التيتانيك التي غرقت عام 1912 وباتافيا التي غرقت في أولى رحلاتها عام 1629 وكذلك عديد السفن البحرية مثل السفينة الحربية السويدية فازا التي غرقت عام 1628 قبل أن تنتشل بعد زهاء 400 عام  وتحديدا عام 1961 لتوضع في متحف السفن، فضلا عن غيرها من سفن الشحن والبضائع وسفن الركاب.